# レオノーラ (小惑星)
レオノーラ (696 Leonora) は小惑星帯に位置する小惑星である。マサチューセッツ州タウントンでジョエル・ヘイスティングス・メトカーフによって発見された。
軌道の計算を行ったアーサー・スノウの妻、マリー・レオノーラ・スノウにちなんで命名された。